# 49
 Тази статия е за 49-а година от новата ера.  За числото 49 вижте 49 (число).  
49 (четиридесет и девета) година е обикновена година, започваща в сряда по юлианския календар.

## Събития

### В Римската империя
- Девета година от принципата на Тиберий Клавдий Цезар Август Германик (41-54 г.)
- Консули на Римската империя са Гай Помпей Лонг Гал и Квинт Вераний. Суфектконсули през тази година стават Луций Мамий Полион и Квинт Алий Максим.
- 1 януари – Клавдий сключва брак с племенницата си Агрипина.[1][2]
- Бившата императрица Лолия Павлина, която е възприета от Агрипина като съперница, е изпратена в изгнание след обвинения, че се е допитала до астролози или магьосници за бъдещето и брака на Клавдий. По-късно тя е принудена да се самоубие, а междувременно нейното внушителното имущество е конфискувано.[3]
- Император Клавдий разширява померия (религиозните граници) на град Рим като обхванатата площ нараства от 325 на 665 хектара.[4]
- Сенека се завръща от изгнание, става претор и наставник на Нерон.[2]
- Нерон е сгоден за Клавдия Октавия, дъщеря на Клавдий.[3]
- Християнството се разпространява в Европа, особено в Рим и Филипи.

## Починали
- Антония Трифена, тракийска царица
- 1 януари – Луций Юний Силан, римски политик и сенатор (роден ок. 12 г.)
- Лолия Павлина, втората съпруга на император Калигула